# Acfer 020
Acfer 020 — метеорит-хондрит масою 708 грам.